# Orthoptera
Os ortópteros (do grego Orthos = plano; Pteron = asas) formam uma ordem de insetos cujos membros incluem os gafanhotos, grilos, esperanças, wetas e paquinhas. O grupo Orthoptera é dividido em duas subordens, Caelifera e Ensifera, que juntas englobam mais de 30 mil espécies. Estes insetos encontram-se espalhados pelo mundo todo, sendo ausentes apenas nas regiões polares. Alguns são de grande importância econômica, como por exemplo na culinária de alguns países. O primeiro registro fóssil de ortópteros data do Carbonífero.
Os insetos da ordem Orthoptera possuem aspectos morfológicos particulares que proporcionam a produção de um som característico, processo esse conhecido como estridulação. Além disso, também são conhecidos por disporem de pernas traseiras bem desenvolvidas e adaptadas para o salto.
O grupo Caelifera compreende, principalmente, os gafanhotos. Os gafanhotos são os principais representantes tanto do grupo Caelifera quanto da ordem Orthoptera. O reconhecimento pode ser feito por meio da observação de suas características morfológicas externas: suas antenas são mais curtas que o corpo, geralmente filiformes (em forma de fio) e com menos de trinta segmentos cada. A forma do corpo é variável para cada espécie, podendo ser comprida, ensiforme (em forma de espada) ou mesmo claviforme (em forma de clave). Os tímpanos se encontram um de cada lado do primeiro segmento abdominal. O ovipositor dos gafanhotos, diferente dos demais, normalmente é inconspícuo. Como dito anteriormente, a terceira perna é bem desenvolvida e adaptada para o salto.
O grupo Ensifera tem como representantes os grilos, as paquinhas e as esperanças. Os grilos possuem antenas filiformes e longas, maiores que o corpo. Possuem ovipositor conspícuo, órgãos auditivos nas pernas anteriores e aparelho estridulatório formado pelas nervuras das asas anteriores. Os grilos têm hábitos noturnos, vivendo em buracos no solo ou em frestas. Quanto à sua importância econômica, podem atacar raízes, folhas e frutos de algodoeiro, arroz, batata, milho, tomate e outras plantas. As paquinhas apresentam antenas de comprimento moderado e finas na extremidade. Os tímpanos estão presentes nas tíbias das pernas anteriores. O aparelho estridulatório é rudimentar, emitindo ruídos pouco perceptíveis. Dispõem de pernas dianteiras modificadas para a escavação, relacionado ao seu hábito de vida subterrâneo. As esperanças possuem antenas longas e maiores que o corpo, de aspecto filiforme e multissegmentado. Os órgãos timpânicos estão situados nas tíbias anteriores, perto da articulação do joelho, e o ovipositor é ensiforme.A maioria das esperanças tem hábitos noturnos e as que vivem durante o dia encontram-se no interior de um tubo feito com folhas de árvores que elas mesmas cortam e enrolam. A sua denominação foi decorrente de sua coloração esverdeada, e esses animais também são atribuídos a boa sorte. Algumas espécies imitam folhas, tanto em sua coloração como também nas nervuras e manchas, e outras podem apresentar asas com colorações avermelhadas, violáceas ou, até mesmo, amareladas.

## Anatomia
O corpo dos insetos em geral é dividido em cabeça, tórax e abdômen, com três pares de patas articuladas, recoberto por uma epicutícula cerosa impermeável. A cabeça dos Orthoptera é vertical em relação ao corpo e apresenta um par de antenas geralmente multiarticuladas de tamanho variável, olhos compostos bem desenvolvidos, três ocelos, peças bucais mastigadoras fortes dirigidas para baixo (ou seja, a cabeça é hipognata). O primeiro segmento do tórax é largo e o abdômen apresenta 10 segmentos, contendo na placa anal um par de cercos distintos, curtos e articulados.

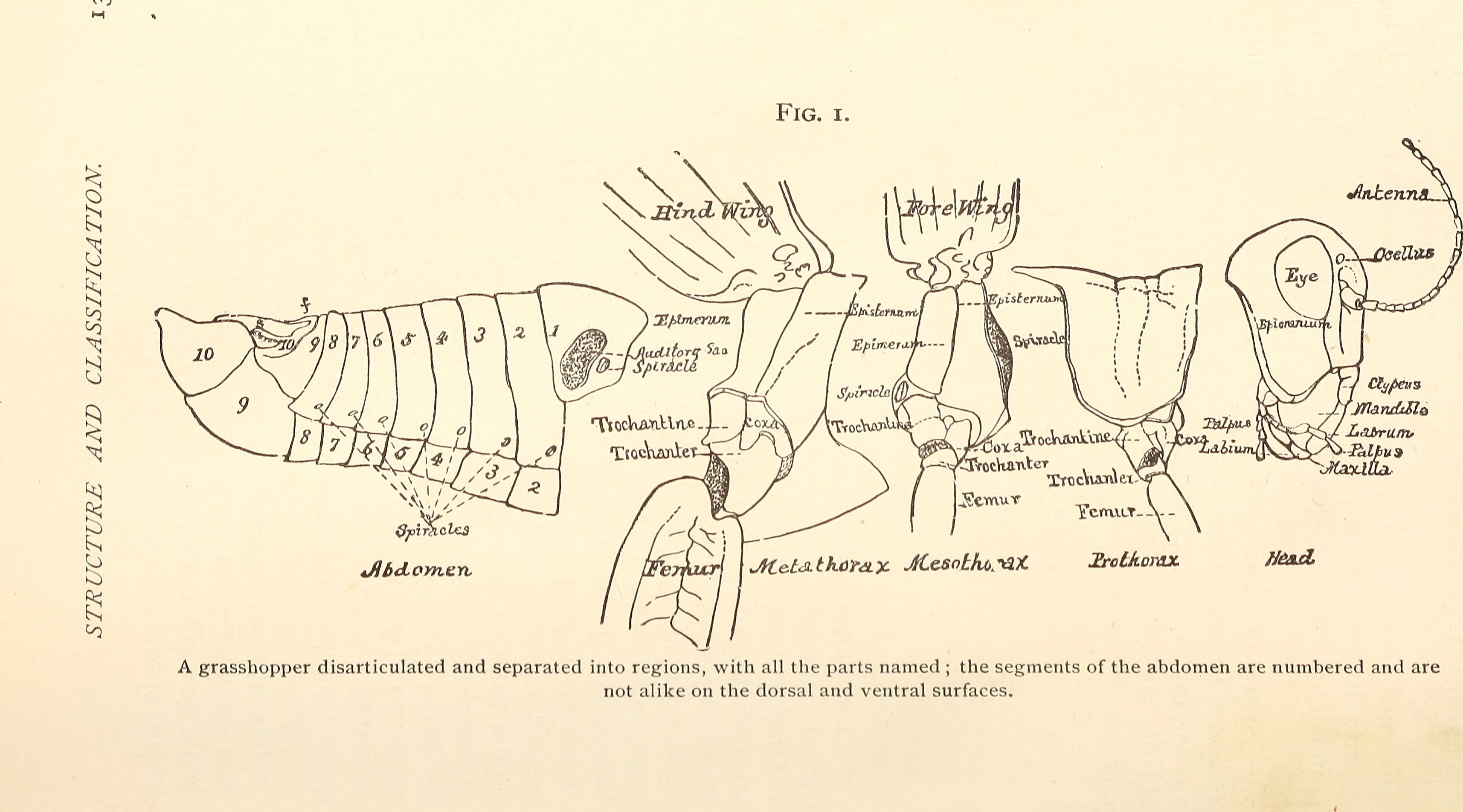
Tagmose de um ortóptero.

O aspecto característico da ordem Orthoptera são as pernas: enquanto o primeiro e o segundo par de pernas são semelhantes, as pernas traseiras (o terceiro par) são bem desenvolvidas, ampliadas, musculosas e com fêmures mais robustos que as demais, adaptadas para o salto. Algumas espécies podem possuir longos espinhos nelas. Dependendo do grupo, as pernas podem compreender também os órgãos estridulatórios (produção do som) e/ou os órgãos timpânicos (recepção do som) - estes últimos podendo estar situados, porém, nas laterais do abdômen.
Em formas escavadoras, como as paquinhas, as patas dianteiras são curtas, porém largas, e adaptadas à escavação, relacionado aos seus hábitos de vida subterrâneos. Já as espécies semiaquáticas, especialmente do gênero Paulinia, apresentam as tíbias das pernas posteriores remiformes (em forma de remo).
Há espécies com ou sem asas, denominadas ápteras. Quando presentes, estão em dois pares: as asas dianteiras são do tipo tégmina, espessas, protegendo o segundo par de asas, podendo ser modificadas para a camuflagem e/ou produção de som, além de eventualmente auxiliar no voo. As asas traseiras são largas e membranosas, com muitas nervuras, e em repouso se dispõem longitudinalmente sob as dianteiras, como as dobras de um leque. Estas são as verdadeiras responsáveis pelo voo.
Além da variedade das pernas e asas, pode haver dimorfismo sexual em relação ao tamanho, sendo que as fêmeas são, em geral, maiores que os machos, o que é comum nos insetos. Em Ensifera a discrepância não é tão grande, enquanto que em Caelifera isso já é mais acentuado.
Sua coloração e forma também permite que se camuflem no ambiente. Muitos imitam folhas, galhos, flores e pedras e mimetizam outros insetos, o que difere entre jovens e adultos, assim como entre machos e fêmeas. Apesar de a maioria apresentar cores discretas para esconder sua presença, algumas espécies exibem coloração aposemática, com o objetivo de espantar o seu predador.
Em relação à anatomia interna, seus sistemas (respiratório, circulatório, nervoso, digestório, excretor) funcionam de acordo com o padrão geral dos insetos.

## Comportamento

### Hábito de vida
A capacidade de voo dos ortópteros é, em geral, limitada, existindo espécies que a perderam completamente.

Seus hábitos de vida podem variar de muitas formas. Os ortópteros podem viver em diversos habitats, como por exemplo terrestres, semiaquáticos (nadando ou deslizando na água), escavadores ou cavernícolas, com hábitos de vida diurnos ou noturnos. Eles também podem ser solitários (vivem isolados) ou gregários (vivem em bando e apresentam hábitos migratórios), mesmo em uma mesma espécie.

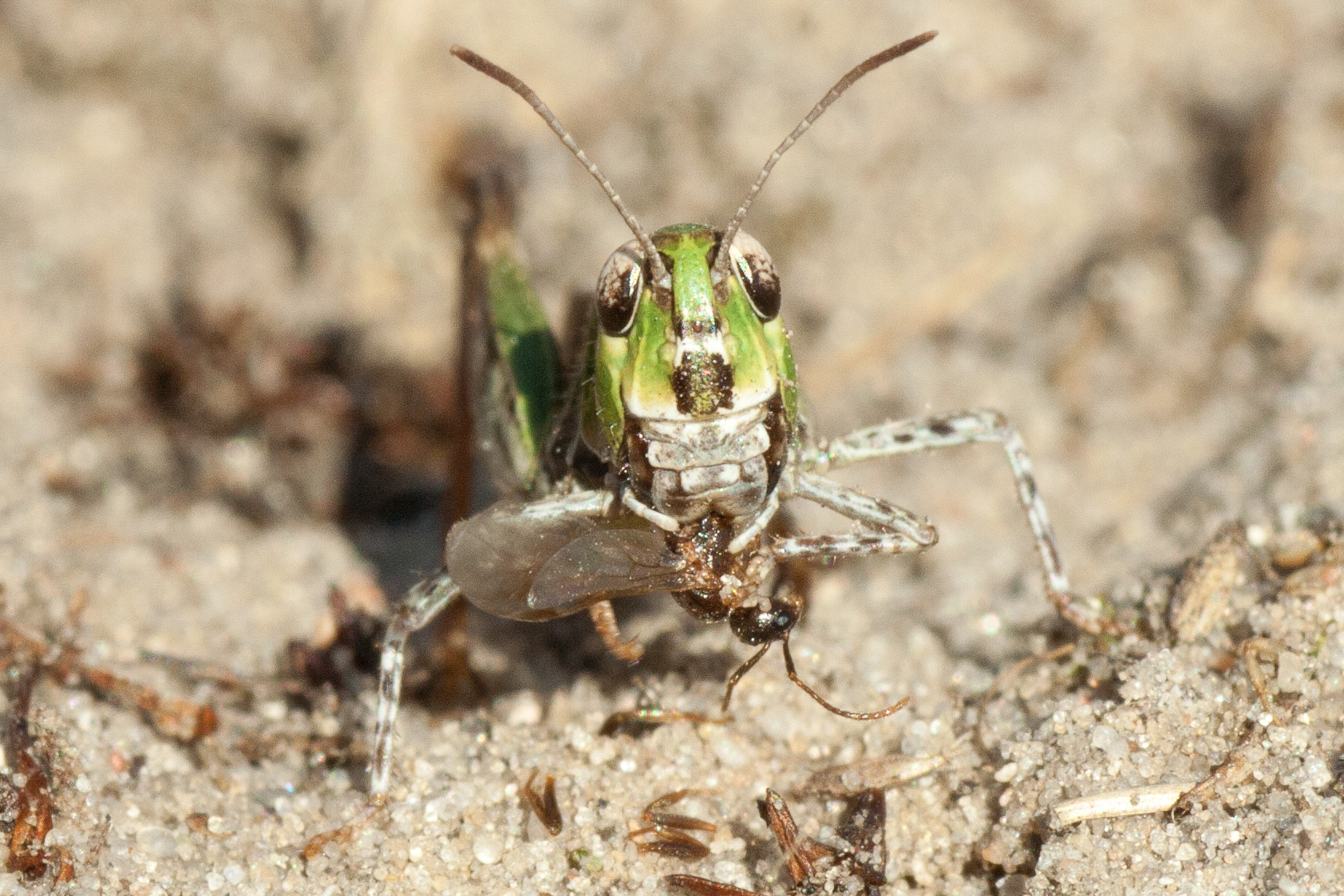
Gafanhoto consumindo um himenóptero.

### Alimentação
A alimentação dos ortópteros é muito diversa, podendo ser altamente específica ou bastante ampla. Existem exemplos onívoros, predadores, fungívoros ou herbívoros, que consomem folhagens, raízes, sementes, pólen, néctar. Aqueles que são predadores podem utilizar as pernas anteriores e médias como pinças para capturar suas presas.

### Comunicação
Os sons emitidos por ortópteros – processo denominado estridulação – variam no ritmo e no modo de emissão dependendo da espécie. Na maioria das vezes, é o macho que emite os sons, e o objetivo desses insetos com este comportamento pode ser o de atrair a fêmea para a reprodução, assim como marcar seu território ou competir pela fêmea, ou até mesmo usá-lo como alarme quando estão ameaçados ou feridos. A estridulação produzida por cada espécie é característica, de modo que a reprodução não ocorre entre espécies diferentes.
A propagação de som ocorre a partir do atrito entre fileiras de pequenos dentes, denominados fileiras estridulatórias, presentes em diferentes partes do corpo do animal, como as asas e pernas. Comparando os grupos dentro de Orthoptera, o processo pode se dar através de fricção entre as asas anteriores, como ocorre em alguns Ensifera. O som também pode ser resultado de atrito entre essas asas e fileiras estridulatórias presentes nos fêmures, como em Caelifera. Em Acrididae, o som é produzido ao esfregar as fileiras de dentes esclerotizados da lateral do abdômen com os da face interna do fêmur. Já em Acridinae, o som é originado quando as asas posteriores se raspam entre si.
Para amplificar as ondas sonoras, estes animais podem utilizar suas próprias asas como câmaras de ressonância, fazendo com que tomem forma de leque para isso. Há outros métodos de amplificações comuns, como o posicionamento do inseto sobre folhas ou dentro de buracos.
A incapacidade estridulatória de algumas fêmeas pode estar relacionada à ausência de fileiras estridulatórias em seus fêmures. Ocasionalmente, tanto machos quanto fêmeas podem emitir ruídos durante o voo, produzidos pelo atrito da superfície superior da margem costal das asas contra a face interior das tégminas, o que é diferente do processo estridulatório em si.
Ao mesmo tempo que há uma variedade na produção de sons, tal diversidade também está presente nas estruturas de recepção do som. Em Ensifera, o tímpano (órgão auditivo) está localizado na tíbia anterior, enquanto que em Caelifera esta estrutura se encontra no abdômen.

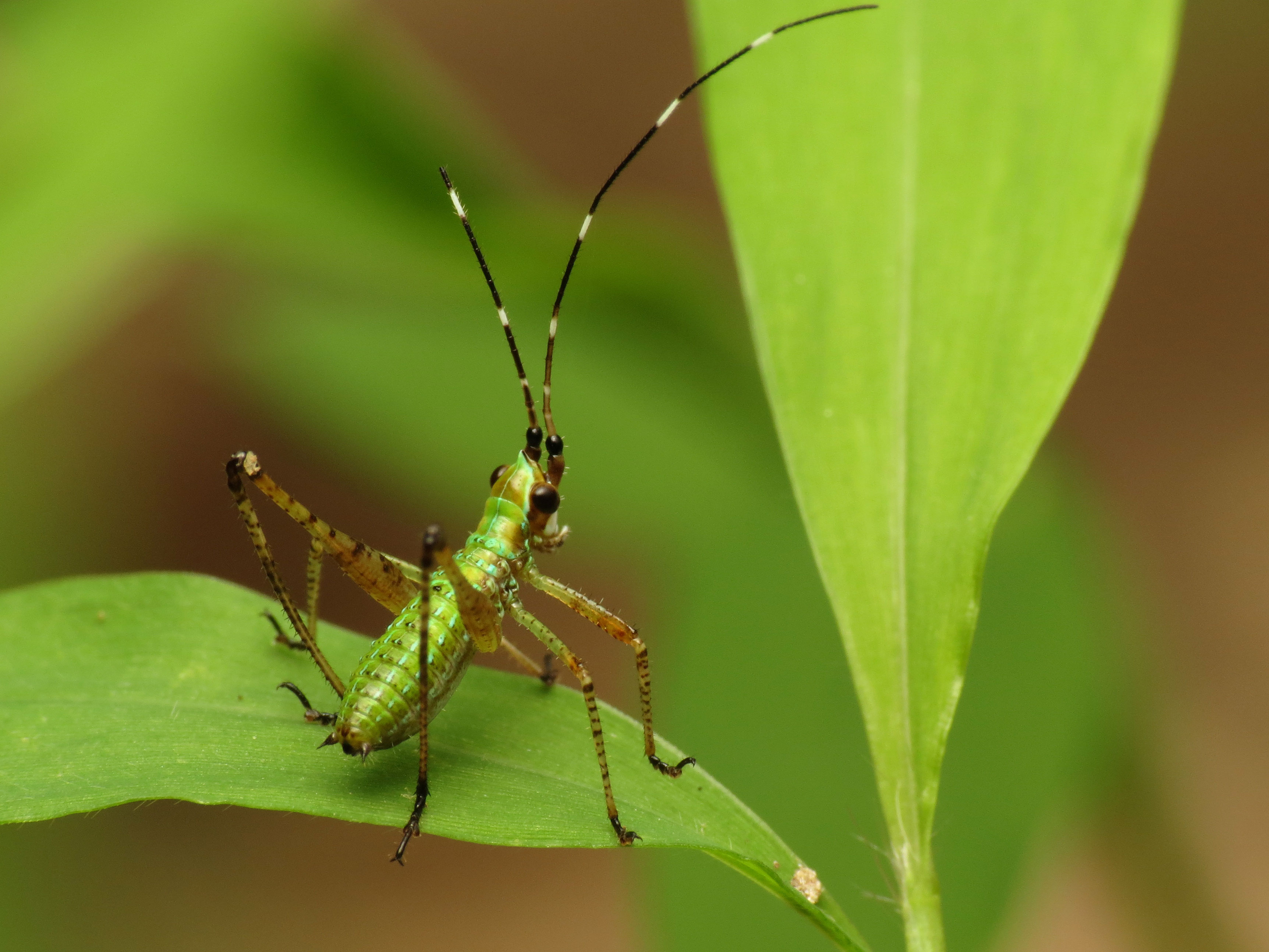
Ninfa de uma espécie de esperança.

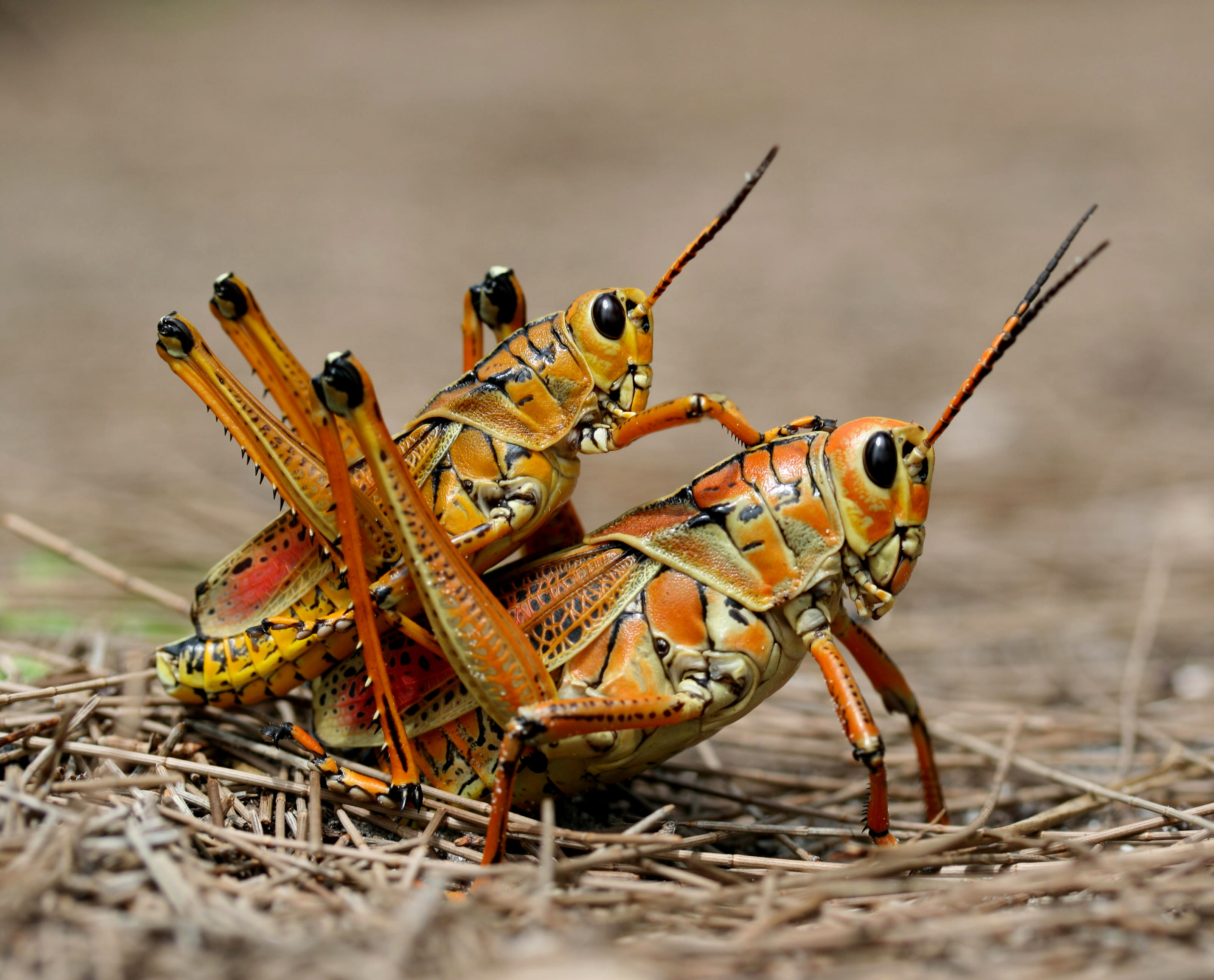
Cópula de gafanhotos.

A estrutura do tímpano consiste em uma fina membrana cuticular, uma grande bolsa de ar ligada a esta membrana e sensilas. O conjunto das duas primeiras estruturas formam um “tambor” que, ao ser atingido pelas ondas sonoras, vibra e estimula as sensilas.
Por outro lado, ainda que o som dos ortópteros seja muito característico do grupo, existem também espécies ápteras que não são capazes de produzir ou captar sons, já que os aparelhos estridulatórios e os tímpanos estão ausentes.

### Desenvolvimento e Reprodução
Os ortópteros apresentam desenvolvimento hemimetábolo: há fase de ovo, de ninfa (jovem) e de imago (adulto). As ninfas têm aspectos morfológicos e hábitos de vida semelhantes ao adulto, porém diferem deste pelo seu tamanho relativamente menor, asas ainda ausentes ou imaturas, órgãos reprodutores não desenvolvidos e menor quantidade de artículos antenais.

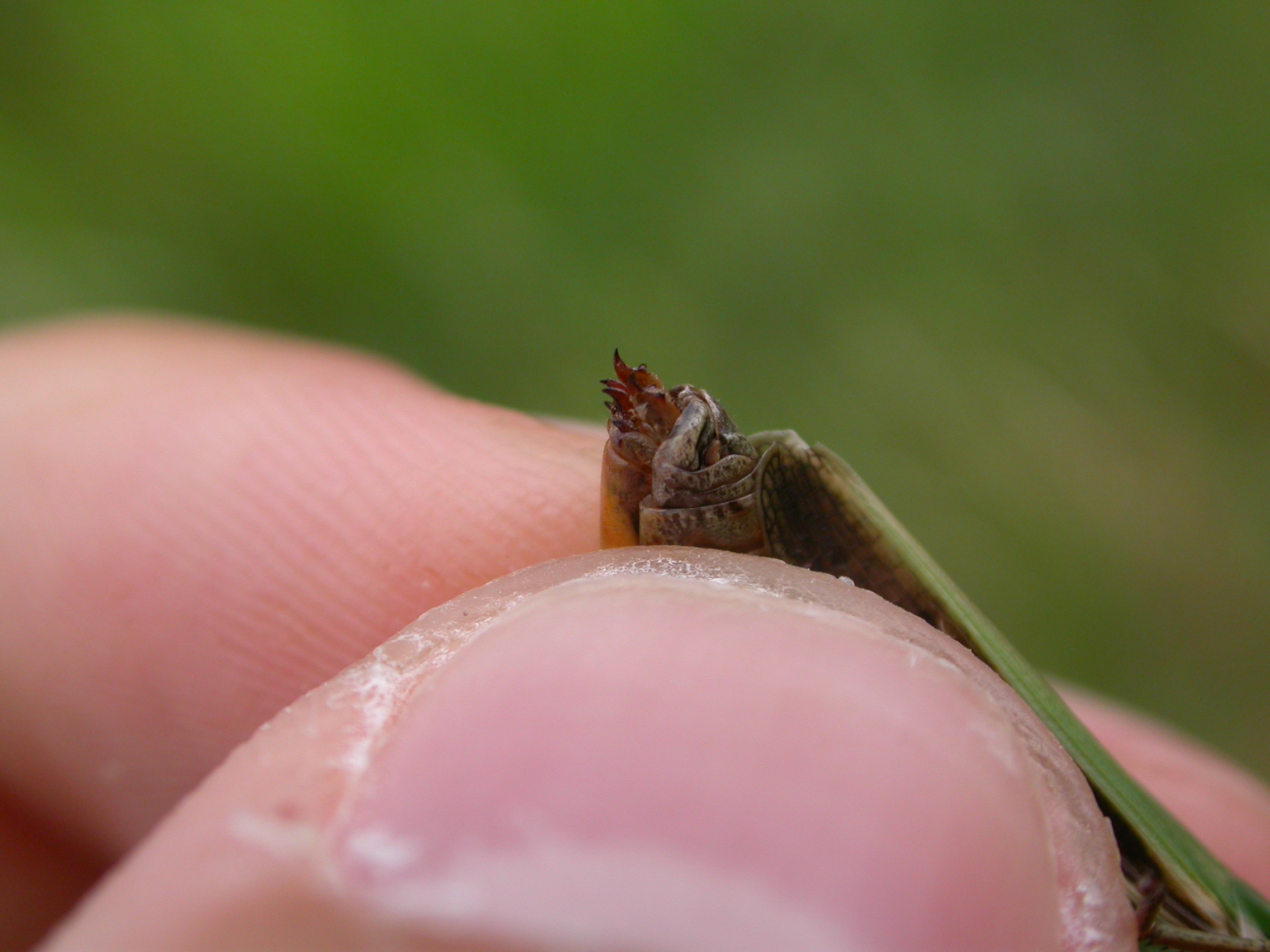
Ovipositor de um ortóptero.

A reprodução se dá de modo sexuado, embora também existam espécies que apresentem partenogênese facultativa, que ocorre quando a disponibilidade de machos é baixa. Existe, antes da cópula, um processo de corte envolvido, relacionado à estridulação e vibração do corpo e das antenas. Durante a cópula, a genitália masculina – que fica na parte interna, entre as placas supraanal e subgenital, no abdômen – pode ser colocada para fora para transferência de gametas de modo indireto, através de um espermatóforo. O macho posiciona-se sobre a fêmea e transfere a bolsa de gametas para o gonóporo feminino e, ao final, a fêmea pode se alimentar da cápsula do espermatóforo. O ovipositor feminino é, em geral, grande, composto por três pares de valvas, das quais a interior é geralmente reduzida ou ausente e se localiza na parte terminal do abdômen das fêmeas. A cópula pode durar até dias, com o macho permanecendo sobre a fêmea por todo esse tempo.
Os ovos são postos em diferentes locais e de maneiras distintas de acordo com os diferentes grupos, o que se reflete em sua anatomia. Em Caelifera, as valvas no ovipositor auxiliam no processo de escavação para a postura de ovos dentro do solo. Já em Ensifera, os ovos são postos no interior das folhas ou em suas margens, através de um ovipositor longo, podendo causar galhas.
Pode também existir cuidado com a prole por parte da fêmea, que protege os ovos, por exemplo, do macho para que ele não os coma, até que os indivíduos sofram a primeira muda. Isso ocorre em espécies de grilo-toupeira.

## Filogenia
Uma das hipóteses para as relações filogenéticas dos grupos de ortópteros está representada abaixo.
|  | Grylloidea    |
|  |               |
|  | Tettigonoidea |
|  |               |

|  | Pneumoroidea                                                        |
|  |                                                                     |
|  | \| \| Pyrgomorphoidea \| \| \| \| \| \| Acridoidea etc. \| \| \| \| |
|  |                                                                     |
|  | Pyrgomorphoidea                                                     |
|  |                                                                     |
|  | Acridoidea etc.                                                     |
|  |                                                                     |

|  | Pyrgomorphoidea |
|  |                 |
|  | Acridoidea etc. |
|  |                 |

|  | Pneumoroidea                                                        |
|  |                                                                     |
|  | \| \| Pyrgomorphoidea \| \| \| \| \| \| Acridoidea etc. \| \| \| \| |
|  |                                                                     |
|  | Pyrgomorphoidea                                                     |
|  |                                                                     |
|  | Acridoidea etc.                                                     |
|  |                                                                     |

|  | Pyrgomorphoidea |
|  |                 |
|  | Acridoidea etc. |
|  |                 |

|  | Pneumoroidea                                                        |
|  |                                                                     |
|  | \| \| Pyrgomorphoidea \| \| \| \| \| \| Acridoidea etc. \| \| \| \| |
|  |                                                                     |
|  | Pyrgomorphoidea                                                     |
|  |                                                                     |
|  | Acridoidea etc.                                                     |
|  |                                                                     |

|  | Pyrgomorphoidea |
|  |                 |
|  | Acridoidea etc. |
|  |                 |

|  | Pneumoroidea                                                        |
|  |                                                                     |
|  | \| \| Pyrgomorphoidea \| \| \| \| \| \| Acridoidea etc. \| \| \| \| |
|  |                                                                     |
|  | Pyrgomorphoidea                                                     |
|  |                                                                     |
|  | Acridoidea etc.                                                     |
|  |                                                                     |

|  | Pyrgomorphoidea |
|  |                 |
|  | Acridoidea etc. |
|  |                 |

|  | Pneumoroidea                                                        |
|  |                                                                     |
|  | \| \| Pyrgomorphoidea \| \| \| \| \| \| Acridoidea etc. \| \| \| \| |
|  |                                                                     |
|  | Pyrgomorphoidea                                                     |
|  |                                                                     |
|  | Acridoidea etc.                                                     |
|  |                                                                     |

|  | Pyrgomorphoidea |
|  |                 |
|  | Acridoidea etc. |
|  |                 |

|  | Pneumoroidea                                                        |
|  |                                                                     |
|  | \| \| Pyrgomorphoidea \| \| \| \| \| \| Acridoidea etc. \| \| \| \| |
|  |                                                                     |
|  | Pyrgomorphoidea                                                     |
|  |                                                                     |
|  | Acridoidea etc.                                                     |
|  |                                                                     |

|  | Pyrgomorphoidea |
|  |                 |
|  | Acridoidea etc. |
|  |                 |

|  | Pneumoroidea                                                        |
|  |                                                                     |
|  | \| \| Pyrgomorphoidea \| \| \| \| \| \| Acridoidea etc. \| \| \| \| |
|  |                                                                     |
|  | Pyrgomorphoidea                                                     |
|  |                                                                     |
|  | Acridoidea etc.                                                     |
|  |                                                                     |

|  | Pyrgomorphoidea |
|  |                 |
|  | Acridoidea etc. |
|  |                 |

|  | Pneumoroidea                                                        |
|  |                                                                     |
|  | \| \| Pyrgomorphoidea \| \| \| \| \| \| Acridoidea etc. \| \| \| \| |
|  |                                                                     |
|  | Pyrgomorphoidea                                                     |
|  |                                                                     |
|  | Acridoidea etc.                                                     |
|  |                                                                     |

|  | Pyrgomorphoidea |
|  |                 |
|  | Acridoidea etc. |
|  |                 |

|  | Grylloidea    |
|  |               |
|  | Tettigonoidea |
|  |               |

|  | Pneumoroidea                                                        |
|  |                                                                     |
|  | \| \| Pyrgomorphoidea \| \| \| \| \| \| Acridoidea etc. \| \| \| \| |
|  |                                                                     |
|  | Pyrgomorphoidea                                                     |
|  |                                                                     |
|  | Acridoidea etc.                                                     |
|  |                                                                     |

|  | Pyrgomorphoidea |
|  |                 |
|  | Acridoidea etc. |
|  |                 |

|  | Pneumoroidea                                                        |
|  |                                                                     |
|  | \| \| Pyrgomorphoidea \| \| \| \| \| \| Acridoidea etc. \| \| \| \| |
|  |                                                                     |
|  | Pyrgomorphoidea                                                     |
|  |                                                                     |
|  | Acridoidea etc.                                                     |
|  |                                                                     |

|  | Pyrgomorphoidea |
|  |                 |
|  | Acridoidea etc. |
|  |                 |

|  | Pneumoroidea                                                        |
|  |                                                                     |
|  | \| \| Pyrgomorphoidea \| \| \| \| \| \| Acridoidea etc. \| \| \| \| |
|  |                                                                     |
|  | Pyrgomorphoidea                                                     |
|  |                                                                     |
|  | Acridoidea etc.                                                     |
|  |                                                                     |

|  | Pyrgomorphoidea |
|  |                 |
|  | Acridoidea etc. |
|  |                 |

|  | Pneumoroidea                                                        |
|  |                                                                     |
|  | \| \| Pyrgomorphoidea \| \| \| \| \| \| Acridoidea etc. \| \| \| \| |
|  |                                                                     |
|  | Pyrgomorphoidea                                                     |
|  |                                                                     |
|  | Acridoidea etc.                                                     |
|  |                                                                     |

|  | Pyrgomorphoidea |
|  |                 |
|  | Acridoidea etc. |
|  |                 |

|  | Pneumoroidea                                                        |
|  |                                                                     |
|  | \| \| Pyrgomorphoidea \| \| \| \| \| \| Acridoidea etc. \| \| \| \| |
|  |                                                                     |
|  | Pyrgomorphoidea                                                     |
|  |                                                                     |
|  | Acridoidea etc.                                                     |
|  |                                                                     |

|  | Pyrgomorphoidea |
|  |                 |
|  | Acridoidea etc. |
|  |                 |

|  | Pneumoroidea                                                        |
|  |                                                                     |
|  | \| \| Pyrgomorphoidea \| \| \| \| \| \| Acridoidea etc. \| \| \| \| |
|  |                                                                     |
|  | Pyrgomorphoidea                                                     |
|  |                                                                     |
|  | Acridoidea etc.                                                     |
|  |                                                                     |

|  | Pyrgomorphoidea |
|  |                 |
|  | Acridoidea etc. |
|  |                 |

|  | Pneumoroidea                                                        |
|  |                                                                     |
|  | \| \| Pyrgomorphoidea \| \| \| \| \| \| Acridoidea etc. \| \| \| \| |
|  |                                                                     |
|  | Pyrgomorphoidea                                                     |
|  |                                                                     |
|  | Acridoidea etc.                                                     |
|  |                                                                     |

|  | Pyrgomorphoidea |
|  |                 |
|  | Acridoidea etc. |
|  |                 |

|  | Pneumoroidea                                                        |
|  |                                                                     |
|  | \| \| Pyrgomorphoidea \| \| \| \| \| \| Acridoidea etc. \| \| \| \| |
|  |                                                                     |
|  | Pyrgomorphoidea                                                     |
|  |                                                                     |
|  | Acridoidea etc.                                                     |
|  |                                                                     |

|  | Pyrgomorphoidea |
|  |                 |
|  | Acridoidea etc. |
|  |                 |

## Ecologia e relação com humanos

### Inimigos naturais
Entre os inimigos naturais de ortópteros estão seus predadores, principalmente outros insetos, aranhas, aves, roedores e outros vertebrados, além de parasitas externos, como ácaros, e internos, como vermes, larvas de insetos e bactérias.

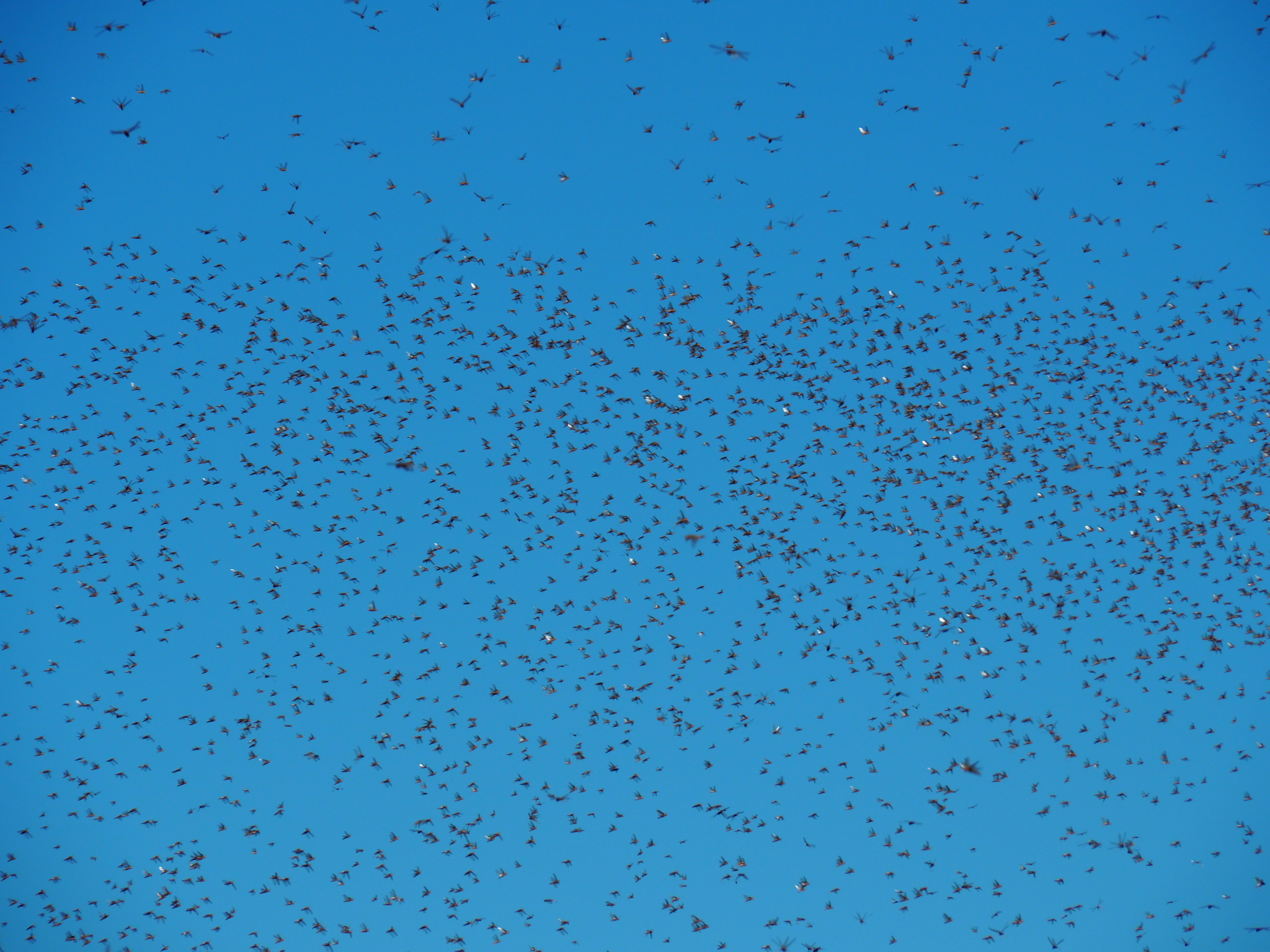
Nuvem de gafanhotos.

### Pragas
Algumas espécies de gafanhotos podem adquirir hábitos de vida gregários e migratórios, formando as chamadas “nuvens” de gafanhotos. Enquanto eles migram para um local onde irão se nutrir e procriar, as plantações que estiverem em suas trajetórias são devoradas rapidamente. Normalmente invadem somente as áreas de monoculturas e pastagens, principalmente gramíneas, podendo ser, então, considerados também como graminívoros. Assim, em outras famílias de plantas o prejuízo que os gafanhotos provocam é menos significativo. Há relatos de “nuvens” invasoras tão grandes que toldaram a luz do sol.
Esse comportamento está relacionado à plasticidade fenotípica dos grupos com este tipo de comportamento. Grandes densidades populacionais são identificadas por estímulos visuais, olfativos e mecânica no par de pernas posteriores, induzindo o aumento nos níveis de serotonina no corpo, a qual está relacionada com a mudança fenotípica e comportamental dos gafanhotos gregários.

### Biocombustível
Os gafanhotos (Acrididae) estão sendo estudados como fonte de enzimas capazes de metabolizar substâncias lignocelulósicas e produzir, a partir deste processo, etanol, um biocombustível de importância econômica, com maior eficiência do que outros insetos. Em biotecnologia, a lignina é um composto de difícil degradação e estas enzimas aparentam ser efetivas neste processo.
As enzimas em questão são produzidas no trato intestinal por micro-organismos simbiontes e estão relacionadas à digestão de carboidratos de origem vegetal obtidos na alimentação.

### Cultura

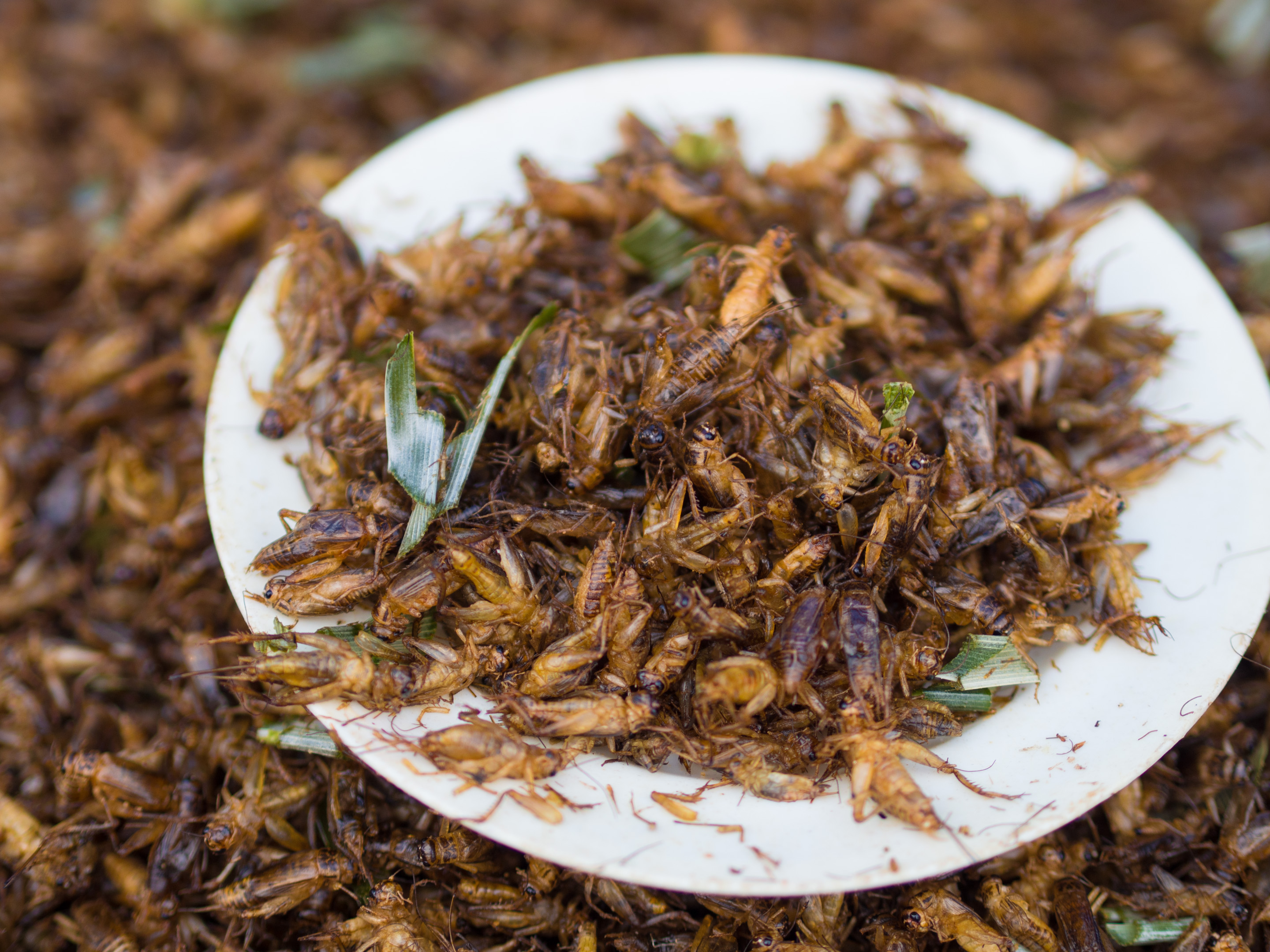
Chingrit thot, um prato tailandês à base de grilos.

#### Como alimento
O consumo de insetos é praticado por 2 bilhões de pessoas ao redor do mundo, em especial na Ásia, Oceania e América Latina. Os ortópteros compõem 13% das espécies de insetos descritas como comestíveis e são ricos em proteínas. Uma barreira para o acréscimo de insetos na dieta das culturas ocidentais é o estranhamento e aversão causados por essa prática, entretanto a criação de insetos, em comparação às criações de animais de corte tradicionais no ocidente, apresenta certas vantagens: emite menos poluentes, consome menos água, tem conversão da alimentação em proteínas mais eficiente, pode utilizar lixo orgânico como alimento e ocupa menos espaço, sendo uma alternativa sustentável à pecuária.
A entomofagia de ortópteros é uma prática muitas vezes associada a costumes em algumas comunidades como a tailandesa, na qual foi introduzida uma peste agrícola (Patanga succincta L.) na alimentação para controle da praga e o inseto foi incorporado como parte da dieta dos locais. Em comunidades judaicas há registro do consumo de gafanhotos, os únicos insetos considerados apropriados para alimentação de acordo com as leis judaicas, em países como Espanha, Iémen e Israel ao longo da história.

#### Grilos lutadores chineses

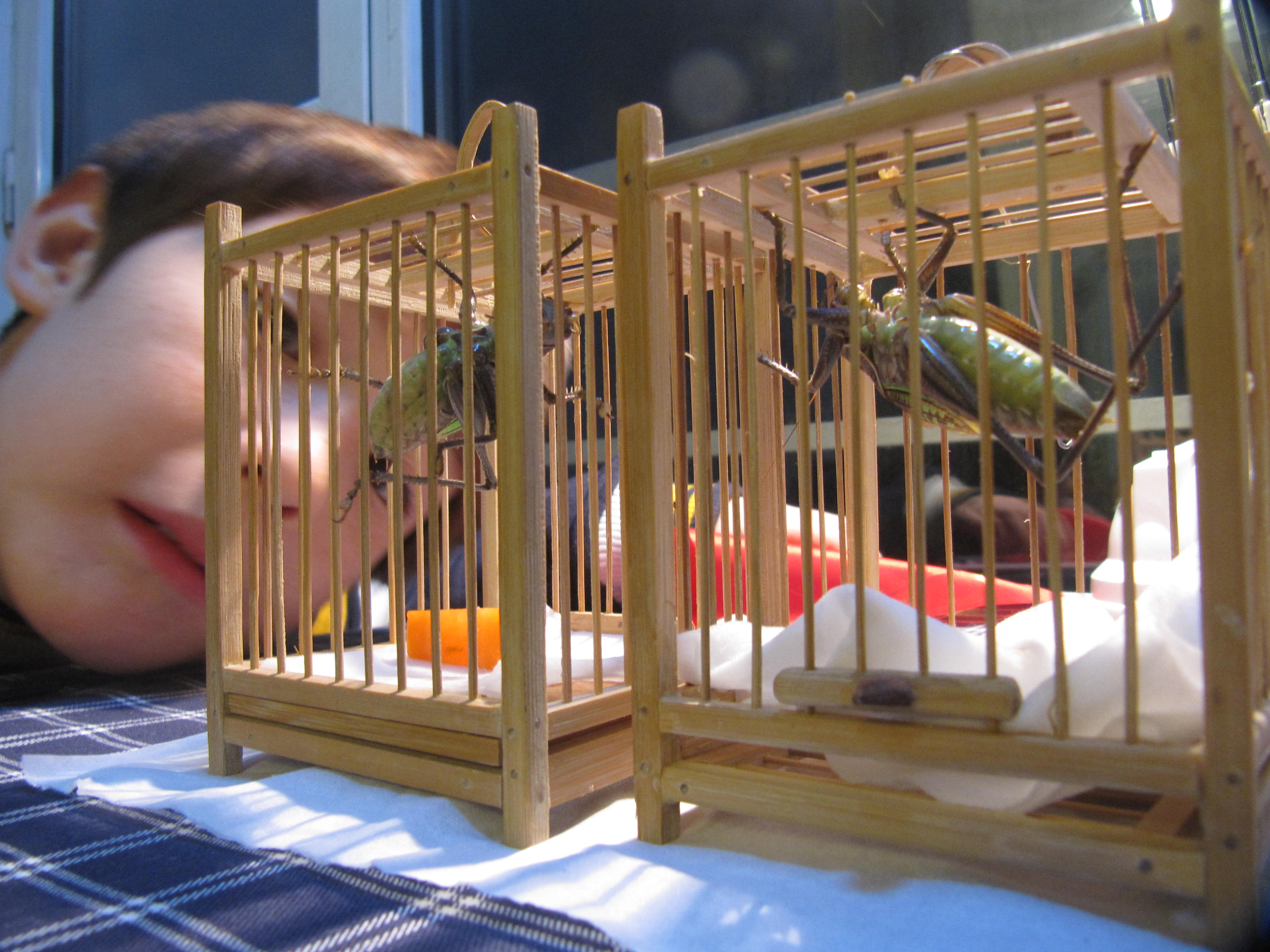
Grilos lutadores em gaiolas.

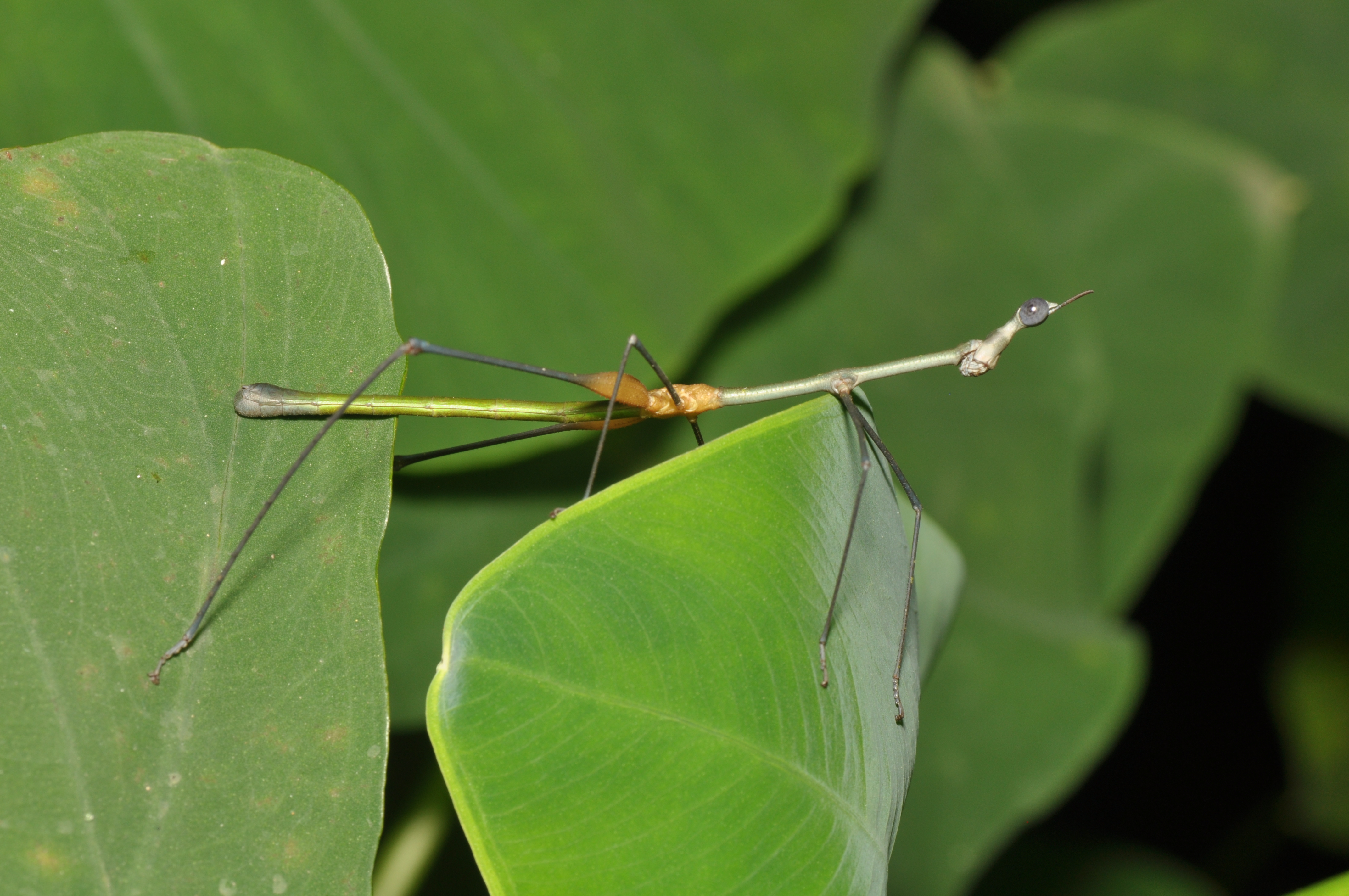
Proscopiidae, ortóptero semelhante ao bicho-pau.

Na China, há tradição de uso de grilos para lutas datada de aproximadamente mil anos, durante a dinastia Song, mas a venda de grilos cantantes é anterior a esse período, associada ao desenvolvimento de objetos relacionados a essa prática como recipientes para manter os animais e redes para captura. Houve declínio nesta prática durante a Revolução cultural (1949), porém retomou a popularidade no final da década de 70.
Enquanto apenas os machos são utilizados para a luta, as fêmeas são vendidas como alimento para aves. Os machos são recolhidos assim que o sexo se torna identificável e são vendidos como lutadores. Durante a briga, os animais são instigados a lutar até a morte ou até o dominante ser reconhecível.

Associados a esse costume, são relatados problemas relacionados ao vício em apostas nas lutas, desencorajadas no interior da China e permitidas nas grandes cidades mas mesmo assim frequentes em todo país.

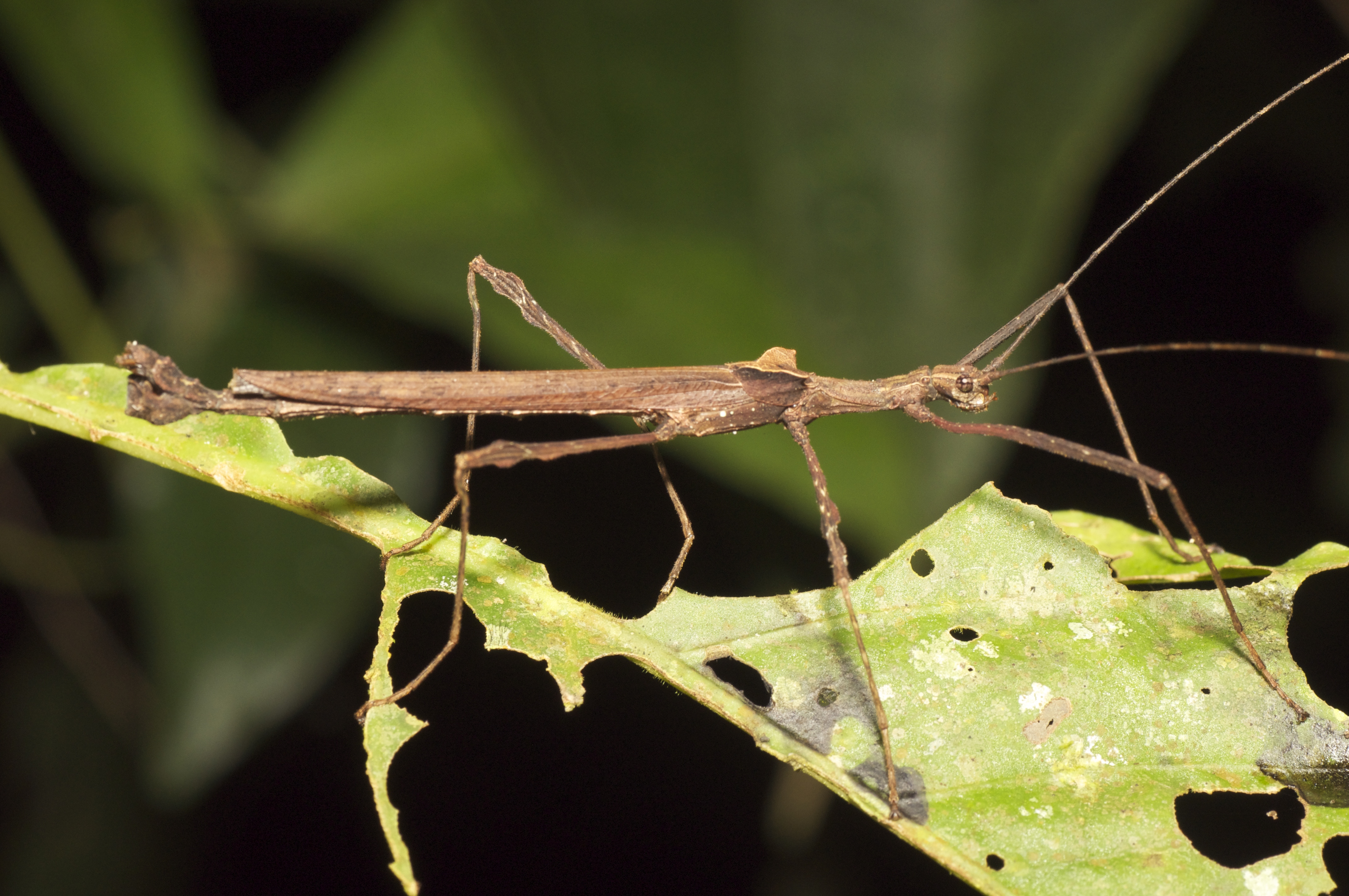
Bicho-pau verdadeiro, que não pertence a Orthoptera.

## Curiosidades
Os membros da família Proscopiidae, pertencentes ao grupo Caelifera, possuem uma morfologia muito diferente das demais. São relativamente raros, encontrados na América do Sul, e ficam isolados sobre as plantas. Os proscopídeos não possuem asas e mimetizam gravetos e folhas secas. Assemelham-se aos insetos conhecidos popularmente como “bicho-pau”. É possível diferenciá-los analisando dois aspectos principais, o tamanho da antena e a distância entre os três pares de pernas. O verdadeiro “bicho-pau”, da ordem Phasmatodea, tem antenas longas e o segundo par de pernas equidistante das demais. Já o falso “bicho-pau” tem antenas mais curtas e o segundo par de pernas mais próximo do terceiro par em relação ao primeiro.
Na Amazônia há uma espécie de esperança que produz uma estridulação que ressoa como as sílabas de "ta-na-na", sendo chamado, portanto, de “tanana” pelos índios locais. A Chlorocoelus tanana consegue formar uma câmara de ressonância com as asas anteriores que permite ampliar o som da estridulação.